# Kbc 뉴스 (1100)
《kbc 뉴스 (1100)》는 kbc My FM(광주·전남 중북부,전남 서남부 FM 101.1MHz/전남 영광 FM 104.3MHz/전남 동부권 FM 96.7MHz/전남 광양 FM 90.7MHz)에서 매일 오전 11시에 방송되었던 라디오 뉴스 프로그램이다.
| kbc My FM 평일 프로그램       |                           |                         |
| 이전                          | kbc 뉴스 (1100)           | 다음                    |
| 아름다운 이 아침 김창완입니다 | kbc 뉴스 (1100)           | 김은민의 MusicForever   |
| 오전 9시 ~ 오전 11시          | 오전 11시 ~ 오전 11시 5분 | 오전 11시 5분 ~ 낮 12시 |
|                               |                           |                         |